# Shola Ameobi
Foluwashola "Shola" Ameobi  (Zaria, Nigéria, 1981. október 12. –) nigériai származású angol labdarúgó, posztját tekintve csatár.

## Karrierje
Bár angol állampolgár, Nigériában született, családjával ötéves korában költözött a szigetországba. Egy megfigyelő ajánlása által már 13 éves kora óta a Newcastle játékosa.
Igazolt játékos végül 1995 nyarán lett, felnőttcsapatbeli bemutatkozására pedig 2000. szeptember 9-én mutatkozott be, a Chelsea ellen. A szezonban végül 22 mérkőzésen lépett pályára, ez a viszonylag magas szám azonban az első számú csatárok, Alan Shearer és Carl Cort kisebb-nagyobb sérüléseinek volt köszönhető.
Legsikeresebb időszaka a 2002-03-as BL küzdelmeire esett, amikor az FC Barcelona elleni vereség alkalmával egy, a Bayer Leverkusen ellen pedig két gólt szerzett.
Később többször kritizálták gyenge formája miatt. A 2005-06-os szezon nagy részét sérülés miatt kihagyta. A 2006-os Intertotó-kupa harmadik körében kéz gólt szerzett a Lillestrøm SK ellen, így a csapat második legeredményesebb gólszerzője lett 12 góllal, jelenleg is ezen a helyen áll, csak Alan Shearer előzi meg őt.
A 2006-07-es és a 2007-08-as szezon nagy részét sérülés miatt ismét kihagyta, és amikor visszatért, csak újra megsérült. A 2007-08-as szezon utolsó három fordulójára térhetett vissza.
Miután sem Sam Allardyce-t, sem Kevin Keegant nem sikerült meggyőznie, a csapat kölcsönadta őt a Stoke-nak. A Stoke színeiben a Sheffield Wednesday ellen mutatkozott be. Végül összesen hat meccsen játszott, ezeken gólt nem szerzett. A Stoke végül úgy döntött, nem él opciós jogával, így Ameobi visszatért nevelőegyesületéhez.
2008 nyarán az Ipswich akkori menedzsere, Jim Magilton bejelentette, tárgyalásokat folytatnak Ameobi leigazolását illetően. Már majdnem megszületett a megállapodás, ám Ameobi az általában rutinfeladatnak számító kötelező orvosi vizsgálaton csúszott el. Miután Mark Viduka és Alan Smith hosszabb, Michael Owen és Obafemi Martins pedig rövidebb ideig sérült volt, így Ameobi ismét kezdőként léphetett pályára. 2008. október 20-án két év után az első gólját szerezte, egy Manchester City elleni, 2–2-es döntetlennel végződő találkozón. Öt nappal később, a Sunderland ellen ismét betalált, ám ez is kevés volt csapata győzelméhez. 2009 év elején két évvel szerződést hosszabbított.
Ötvenedik gólját tizenegyesből szerezte, ugyancsak a Sunderland ellen, február 1-jén. A csapat végül kiesett, így végül a másodosztályban folytatta szereplését. Ameobi már itt szerezte meg pályafutása első mesterhármasát, augusztus 15-én. A következő fordulóban ismét betalált, így három mérkőzés után négy gólt számlált, annyit, amennyit az előző szezonban összesen szerzett. Jól teljesítménye után augusztus hónap játékosának is megválasztották.
Egy ligakupa-mérkőzés (4–3-as győzelem a Huddersfield ellen) alkalmával megsérült, és három hónapot volt kénytelen kihagyni. Visszatérése utáni első meccsén aztán rögtön betalált. Később több kisebb sérülés is a pálya szélére kényszerítette.

## Karrierje statisztikái
2010. február 9. szerint.
| Teljesítmény klubjában | Teljesítmény klubjában  | Teljesítmény klubjában | Bajnokság | Bajnokság | Kupa    | Kupa    | Ligakupa   | Ligakupa   | Nemzetközi | Nemzetközi | Összesen | Összesen |
| Szezon                 | Klub                    | Bajnokság              | Mérk.     | Gól       | Mérk.   | Gól     | Mérk.      | Gól        | Mérk.      | Gól        | Mérk.    | Gól      |
| Anglia                 | Anglia                  | Anglia                 | Bajnokság | Bajnokság | FA-kupa | FA-kupa | League Cup | League Cup | Európa     | Európa     | Összesen | Összesen |
| ---------------------- | ----------------------- | ---------------------- | --------- | --------- | ------- | ------- | ---------- | ---------- | ---------- | ---------- | -------- | -------- |
| 2000–01                | Newcastle United        | Premier League         | 20        | 2         | 2       | 0       | 0          | 0          | 0          | 0          | 22       | 2        |
| 2001–02                | Newcastle United        | Premier League         | 15        | 0         | 1       | 0       | 3          | 2          | 6          | 3          | 25       | 5        |
| 2002–03                | Newcastle United        | Premier League         | 28        | 5         | 1       | 0       | 0          | 0          | 10         | 3          | 39       | 8        |
| 2003–04                | Newcastle United        | Premier League         | 26        | 7         | 1       | 0       | 1          | 0          | 13         | 3          | 41       | 10       |
| 2004–05                | Newcastle United        | Premier League         | 31        | 2         | 5       | 3       | 2          | 1          | 7          | 1          | 45       | 7        |
| 2005–06                | Newcastle United        | Premier League         | 30        | 9         | 3       | 0       | 0          | 0          | 1          | 0          | 34       | 9        |
| 2006–07                | Newcastle United        | Premier League         | 12        | 3         | 0       | 0       | 0          | 0          | 4          | 2          | 16       | 5        |
| 2007–08                | Newcastle United        | Premier League         | 6         | 0         | 0       | 0       | 2          | 0          | 0          | 0          | 8        | 0        |
| 2007–08                | Stoke City (kölcsönben) | Championship           | 6         | 0         | 0       | 0       | 0          | 0          | 0          | 0          | 6        | 0        |
| 2008–09                | Newcastle United        | Premier League         | 22        | 4         | 0       | 0       | 0          | 0          | 0          | 0          | 22       | 4        |
| 2009–10                | Newcastle United        | Championship           | 11        | 8         | 2       | 0       | 1          | 1          | 0          | 0          | 14       | 9        |
| Összesen               | Anglia                  | Anglia                 | 207       | 40        | 15      | 3       | 9          | 4          | 41         | 12         | 272      | 59       |
| Karrierje összesen     | Karrierje összesen      | Karrierje összesen     | 207       | 40        | 15      | 3       | 9          | 4          | 41         | 12         | 272      | 59       |

## Külső hivatkozások
- Profilja a Newcastle weboldalán
- Shola Ameobi pályafutásának statisztikái a Soccerbase oldalon (angolul)